# Adinolfi (cognome)
Adinolfi è un cognome di lingua italiana.

## Varianti
Adinolfo, Adolfi, Adolfini, D'Adolfo.

## Origine e diffusione
Cognome tipicamente settentrionale e meridionale, è presente prevalentemente nel napoletano.
Deriva dal nome proprio di persona Adinolfo, variante più rara di Adolfo, a sua volta dal germanico athal o adal ("nobile") e wolfa o wulfa ("lupo"), con il significato di "nobile lupo", se non con quello totemico di "padre lupo" considerata la radice atha ("padre"). Potrebbe essere affine ai cognomi Aiolfi e Arnolfi.
La variante Adolfi è meridionale.

## Persone
- Pasquale Adinolfi – presbitero e archeologo italiano (1816-1882)
- Pietro Adinolfi – avvocato, politico e giornalista italiano (1884-1965)
- Renato Adinolfi – scacchista italiano (1929-2007)